# Валентност (психология)
Вижте пояснителната страница за други значения на Валентност.
Валентност е термин, въведен в психологията от Курт Левин за обозначаване силата на привличане (положителна валентност) или на отблъскване (отрицателна валентност) на една или друга „област“ от психологическата среда на даден индивид. Валентността на тази „област“ (която може да представлява дейност, социална позиция, предмет или всяка друга възможна цел) е в съотношение с потребностите на личността. Валентността и удовлетворяващата ценност са тясно свързани. Храната ще има положителна валентност за човек, който е гладен.